# 齊家文化
齊家文化，於黃河上流流域活動的古人類文明，活動區域相當於現今中華人民共和國甘肅省至青海省一帶，約在公元前2400年至公元前1900年間存在，為新石器時代末期至青銅時代初期。1923年由考古學家安特生（Johan Gunnar Andersson）首次發現，其名稱來自於其主要遺址齊家坪遺址。
齊家文化繼承了先前的在同一區域活動的马家窑文化，約在公元前3000年末期出現。

## 時代及地理分布
安特生發現齊家文化時，認為它是該地最早的新石器時代文化，認為甘肅和河南的仰韶文化源自於齊家文化，但後來的考古發現，證明其在仰韶文化之後，大約在公元前2500年-公元前1500年。

齐家文化地理位置

齊家文化的分布是甘肅省蘭州一帶為中心，東至陝西的渭水上游、西至青海湟水流域，北至寧夏和內蒙古，遺址有三百多處，除了齊家坪遺址之外，較著名的有甘肅永靖大河莊遺址、泰魏家遺址、武威的皇娘娘台，青海樂都的柳灣遺址等。

## 文化特色
齊家文化的陶器以黃色陶器為主，且有刻創紋路，並常有繩紋，容器外觀較有稜有角，觀察一些有底座支柱的容器形式可得知。由粟類的以及陶器表面上布紋痕跡的發現，可看出耕織階有發展，粟的種植被認為是受仰韶文化的影響，此外，大量動物骨的發現，可知動物馴養在齊家文化中較為重要。銅主要作為裝飾，但銅的完整器物已經出現，我國最早的銅鏡即出自於齊家坪遺址，且有銅錫合金（青銅）的器物。

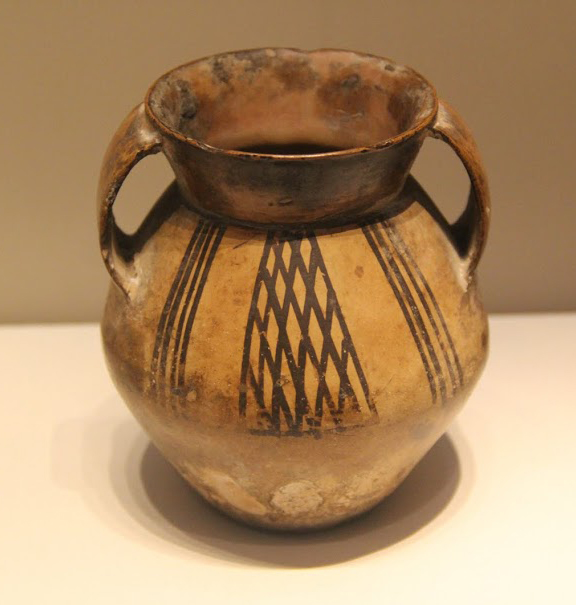
齐家文化陶罐

齊家文化的墓地與村莊在一起，大多數墓葬為單人，但亦有成年男女合葬，合葬之中男性為仰身直肢，女性則呈蜷曲姿態，墓中大多有石器與陶器作為陪葬。此外，地面上發現類似於宗教建築的石造建築。
另外齊家文化墓葬已經出現殉葬現象，雖不似文明時代的大量殉葬，但墓葬中已有奴隸殉主的情形，代表齊家文化已經逐步出現了階級制度。